# Hiromi Amada
Hiromi Amada (em japonês:  天田 ヒロミ; nascido a 10 de maio de 1973) é um kickboxer profissional (peso pesado) de Gunma, Japão, que compete em K-1.

## Títulos
- Kickboxing
  - 2004 Campeão K-1 World GP Japan tournament;

- Boxe amador
  - 1996 Vencedor All Japan Amateur Boxing Championship
  - 1996 Vencedor Campeonato de Boxe Amador